# Todosantos
Todosantos foi uma banda audiovisual de música eletrónica alternativa originaria de Caracas, Venezuela, e posteriormente transladada a Brooklyn, Nova York, actualmente conformada por Alberto Stangarone e Ernesto Pantin.
Todosantos têm sido citados por artistas venezuelanos como influentes.

## História
A banda foi formada em Caracas em 2002 por Ernesto Pantin (programação) e Alberto Stangarone (guitarra, voz, programação). Inicialmente a banda chamou-se Todosantos Dub, nome com o qual se apresentaram no Festival Intercolegial de Rock da Fundación Nuevas Bandas desse ano.
Em 2004 ingressaram Francisco Mejía (baixo, guitarra, voz) e Luis Montenegro (programação, artes visuais), o grupo mudou seu nome a "Todosantos". Nesse ano participaram como convidados no Festival Nuevas Bandas e depois tocaram no Festival Rock en Ñ de Argentina.
Seu debut discográfico foi o álbum Aeropuerto (2005), o qual foi apresentado o 1 de julho desse ano no Centro Cultural Corp Branca (actualmente BOD) da Castelhana em Caracas. Em 2006 Mejía e Montenegro se desincorporaron, e Stangarone e Pantin seguiram adiante com o projecto.
Posteriormente o grupo estabeleceu-se em Brooklyn, onde continuaram com a banda. Em 2007 estrearam o EP audiovisual Acid Girlzzz com a discográfica Flamin Hotz Records. Nesse ano e o seguinte actuaram no festival South by Southwest em Texas, Estados Unidos. Em 2008 participaram no festival MX Beat Soundfest em Toluca, México. Após isto, Todosantos se separou, e Pantin e Stangarone continuaram suas carreiras musicais com o agrupamento Sunsplash.
Em 2021, após um hiato de vários anos, publicaram o singelo "Hoy me faltas tú", gravado a distância entre México e Estados Unidos, como parte de sua EP Dantes era melhor, que se estreou o 30 de julho desse ano.

## Estilo musical
Em seu álbum Aeropuerto exploram géneros musicais como o rock, pós punk, eletrónica, noise, ambientes e o hip hop.

## Membros
- Ernesto Pantin: programação.
- Alberto Stangarone: guitarra, voz, programação.

## Discografía
- Aeropuerto (2005).
- Acid Girlzzz (2007).
- Antes era mejor (2021).